# Denílson Pereira Neves
Denílson Pereira Neves (São Paulo, 16 de fevereiro de 1988) é um ex-futebolista brasileiro que atuava como  volante.

## Infância e juventude
Denílson é o segundo dos quatro filhos de José Neves e Luciene Pereira. Nascido e criado na periferia de São Paulo, no bairro do Jardim Angela.
Pouco depois de Denílson ter completado dez anos, sua mãe Luciene faleceu, vítima de uma doença cardíaca. Antes de morrer, ela disse a Denílson, que ele seria um grande futebolista e que faria "o seu pai e sua família muito feliz".
Denílson e sua família sobreviveram à pobreza extrema nas favelas paulistanas. Muitas vezes, ele e seus irmãos não podiam sair para jogar futebol por causa de um tiroteio, coisa que acontecia frequentemente no conjunto onde morava, e muitos dos seus amigos de infância faleceram devido ao envolvimento com o tráfico de drogas.

## Carreira

### São Paulo
Foi revelado no São Paulo, chegou ao clube por volta dos 12 anos de idade, inicialmente como atacante, indicado por Bauer. O treinador das categorias de base o colocou no meio-de-campo devido à sua habilidade para marcar e armar o jogo.
Em 2005, subiu para o time profissional e foi levado pelo então treinador Paulo Autuori para o Mundial de Clubes, embora não tenha participado de nenhuma partida. Perdeu espaço com Muricy Ramalho, que assumiu o time no início de 2006, disputando apenas uma partida no Campeonato Brasileiro daquele ano.

### Arsenal
No dia 31 de agosto de 2006, foi negociado com o Arsenal, da Inglaterra, por cerca de 3 milhões e meio de libras.
Lá teve poucas chances entre os titulares nas duas primeiras temporadas, porém, após as saídas de Mathieu Flamini e Gilberto Silva, o volante ganhou a confiança do treinador Arsène Wenger e aos poucos parecia ter garantido sua vaga no time titular. No dia 20 de setembro de 2008, Denílson completou cinquenta jogos com a camisa do Arsenal, numa partida contra o Bolton Wanderers, onde ainda marcou um gol, ajudando sua equipe a vencer por 3-1. Em 24 de novembro de 2009, na vitória por 2-0 sobre o Standard de Liège, no Emirates Stadium, retornou após um longo período parado devido à uma lesão nas costas. Nesta partida, completou 100 jogos com a camisa do Arsenal e marcou um belo gol num chute de fora da área, o segundo da equipe londrina.
Tais estatísticas pareciam garantir de uma vez por todas sua vaga no time titular de Wenger, entretanto, após a inserção do inglês Jack Wilshere ao time principal, na temporada 2010-11, Denílson voltou a ser reserva, sendo titular apenas em jogos de menor importância, como os da Copa da Inglaterra. Além de ser inglês e ter sido revelado pelas categorias de base do Arsenal, Wilshere é tratado como uma grande promessa da Inglaterra e rapidamente se tornou um "xodó" entre os torcedores do clube, fato que dificultou ainda mais as chances de um retorno de Denílson à equipe, deixando-o insatisfeito no clube inglês.

### Retorno ao São Paulo
Em julho de 2011, foi emprestado ao São Paulo, clube que o revelou, que fez uma oferta pelo empréstimo do jogador. Em 18 de julho, após uma longa negociação, o Arsenal confirmou o empréstimo de Denílson por um ano.
Estreou poucos dias após sua apresentação, no empate em 2-2 contra o Atlético Goianiense, em 23 de julho. No seu segundo jogo após o retorno ao São Paulo, frente ao Coritiba, Denílson foi expulso por reclamação excessiva. A partida terminou com a vitória do São Paulo por 4-3; Denílson recebeu o segundo vermelho no São Paulo e o primeiro na Sul-Americana, no jogo contra o Ceará que terminou de 2-1 para o Ceará. Durante sua segunda passagem pelo São Paulo, Denílson foi bastante aproveitado, atuando como titular em boa parte das partidas, totalizando 47 jogos.
No mês de julho de 2012, retornou ao Arsenal, onde aguarda uma decisão do clube a respeito do seu futuro para a temporada 2012-13, porém, após muitas reuniões, Denílson renova seu contrato de empréstimo até junho de 2013.
No dia 6 de outubro de 2012, quando estava completando 89 jogos pelo São Paulo, o jogador marca o seu primeiro gol com a camisa tricolor diante do rival Palmeiras. O atleta acertou um belo chute de fora da área e a bola entrou caprichosamente no ângulo de um dos gols do Morumbi. Na comemoração, o atleta se emocionou sobre o escudo do clube diante de, aproximadamente, 35 mil torcedores. O jogo terminou 3 a 0 para o São Paulo e, após o jogo, o jogador respondeu à imprensa: "Sempre falei que quando fizesse o primeiro gol pelo São Paulo, eu dedicaria para a minha mãe. Ela morreu quando eu tinha dez anos, mas nunca esqueci a figura dela na minha vida. Sempre foi uma pessoa fundamental para mim", completou o volante.
Em fevereiro de 2013, a diretoria são-paulina confirmou que pretende renovar com o jogador em 30 de junho, quando acaba seu contrato. Ainda, porém, não definiu como desfechará o negócio: se através de uma renovação de empréstimo junto ao Arsenal, da Inglaterra, proprietário de seus direitos, ou se através de uma compra, para tê-lo em definitivo.
Mesmo ante as indefinições tricolores, no início de junho, o Arsenal confirmou a rescisão de contrato com o volante ao final do mês. Dessa forma, o jogador Denílson ficou livre para assinar com qualquer clube, firmando um contrato de 4 anos com o equipe do Morumbi, sem nenhum ônus.
Com a sua renovação, pelas próximas quatro temporadas, com o clube, Ney Franco comemorou a permanência, agora em definitivo. Para o treinador, que considerou Denílson "raro", é "difícil encontrar um jogador que saiba desarmar e tenha qualidade no passe".

### Al-Wahda
Em 19 de junho de 2015, Denílson é vendido ao Al-Wahda dos Emirados Árabes Unidos por  R$ 10 milhões, assinando um contrato de três temporadas.

### Cruzeiro
Em 19 de julho de 2016, Denílson é emprestado ao Cruzeiro até o fim do ano. Teve poucas oportunidades na equipe (5 jogos, apenas 2 como titular) e foi liberado para procurar outro clube.

### Botafogo-SP
Após 2 anos parado, o jogador foi anunciado como reforço do Botafogo-SP para a disputa do Campeonato Paulista e da Série B de 2019. Por chegar sem ritmo de jogo, foi criado expectativa de resgatar o bom futebol do volante o que não ocorreu e não vingou no time do interior paulista, ficando diversas vezes fora da relação de jogadores em diversas partidas. Esteve em campo em apenas uma partida oficial durante 15 minutos, contra o Red Bull Brasil pelo Campeonato Paulista. Devido a sequência de lesões nos treinos o jogador foi dispensado pelo clube.

### Sliema Wanderers
Em 7 de agosto de 2020, foi contratado pelo Sliema Wanderers de Malta.

### Brasil de Pelotas
Em maio de 2021, acertou com o Brasil de Pelotas, até o final da Série B.

## Seleção Brasileira
Denílson foi capitão das seleções brasileiras de base desde a Sub-15. Pelo Sub-17, conquistou o Sul-Americano, em 2005.
Em novembro de 2006, foi convocado pelo treinador Dunga para um amistoso contra a Suíça, mas não chegou a entrar em campo.

## Personalidade
Denílson é descrito como "muito calmo e educado" pelos seus companheiros de equipe e é frequentemente comparado com Gilberto Silva, que durante dois anos também foi seu companheiro no Arsenal, entre 2006 e 2008.[carece de fontes?]
Se diz muito agradecido a Gilberto pelo seu sucesso atual que, segundo Denílson, é muito devido ao apoio que recebeu do outro brasileiro quando chegou à Londres, e que Gilberto teria agido como uma espécie de "pai" para ele quando chegou ao clube londrino.[carece de fontes?]
É um grande apreciador da música brasileira, principalmente o samba, podem ser encontrados no YouTube vários vídeos de Denílson cantando e dançando o ritmo com seus ex-companheiros de Arsenal, Gilberto Silva e Júlio Baptista.
Frequentemente comemora seus gols sambando na frente dos torcedores, como fez quando marcou seu primeiro gol na Premier League e quando marcou um gol em sua centésima partida pelo Arsenal, em 24 de novembro de 2009, pela UEFA Champions League 2009-10.[carece de fontes?]

## Estatísticas
Até 15 de fevereiro de 2019.

### Clubes
| Clube             | Temporada         | Liga  | Liga | Liga    | Copa  | Copa | Copa    | Competições continentais¹ | Competições continentais¹ | Competições continentais¹ | Outros torneios² | Outros torneios² | Outros torneios² | Total | Total | Total   |
| Clube             | Temporada         | Jogos | Gols | Assist. | Jogos | Gols | Assist. | Jogos                     | Gols                      | Assist.                   | Jogos            | Gols             | Assist.          | Jogos | Gols  | Assist. |
| ----------------- | ----------------- | ----- | ---- | ------- | ----- | ---- | ------- | ------------------------- | ------------------------- | ------------------------- | ---------------- | ---------------- | ---------------- | ----- | ----- | ------- |
| São Paulo         | 2005              | 11    | 0    | —       | 0     | 0    | 0       | 0                         | 0                         | 0                         | —                | —                | —                | 11    | 0     | —       |
| São Paulo         | 2006              | 2     | 0    | —       | 0     | 0    | 0       | 0                         | 0                         | 0                         | 9                | 0                | —                | 11    | 0     | —       |
| São Paulo         | Total             | 13    | 0    | —       | 0     | 0    | 0       | 0                         | 0                         | 0                         | 9                | 0                | —                | 22    | 0     | —       |
| Arsenal           | 2006–07           | 10    | 0    | 1       | 8     | 0    | 0       | 1                         | 0                         | 0                         | —                | —                | —                | 19    | 0     | 1       |
| Arsenal           | 2007–08           | 13    | 0    | 2       | 6     | 2    | 1       | 4                         | 0                         | 0                         | —                | —                | —                | 23    | 2     | 3       |
| Arsenal           | 2008–09           | 37    | 3    | 7       | 2     | 0    | 0       | 12                        | 0                         | 0                         | —                | —                | —                | 51    | 3     | 7       |
| Arsenal           | 2009–10           | 20    | 4    | 2       | 1     | 1    | 0       | 7                         | 1                         | 0                         | —                | —                | —                | 28    | 6     | 2       |
| Arsenal           | 2010–11           | 16    | 0    | 0       | 11    | 0    | 0       | 5                         | 0                         | 0                         | —                | —                | —                | 32    | 0     | 0       |
| Arsenal           | Total             | 96    | 7    | 12      | 28    | 3    | 1       | 29                        | 1                         | 0                         | —                | —                | —                | 153   | 11    | 13      |
| São Paulo         | 2011              | 14    | 0    | 0       | 0     | 0    | 0       | 2                         | 0                         | 0                         | —                | —                | —                | 16    | 0     | 0       |
| São Paulo         | 2012              | 31    | 1    | 1       | 8     | 0    | 0       | 9                         | 0                         | 1                         | 17               | 0                | 2                | 65    | 1     | 4       |
| São Paulo         | 2013              | 17    | 0    | 0       | 0     | 0    | 0       | 16                        | 0                         | 0                         | 12               | 0                | 1                | 45    | 0     | 1       |
| São Paulo         | 2014              | 27    | 0    | 1       | 1     | 0    | 0       | 6                         | 0                         | 0                         | 3                | 0                | 0                | 37    | 0     | 1       |
| São Paulo         | 2015              | 4     | 0    | 0       | 0     | 0    | 0       | 7                         | 0                         | 0                         | 13               | 0                | 0                | 24    | 0     | 0       |
| São Paulo         | Total             | 93    | 1    | 2       | 9     | 0    | 0       | 40                        | 0                         | 1                         | 45               | 0                | 3                | 187   | 1     | 6       |
| Al-Wahda          | 2015–16           | 23    | 1    | —       | 6     | 1    | —       | 0                         | 0                         | —                         | —                | —                | —                | 29    | 2     | —       |
| Al-Wahda          | Total             | 23    | 1    | —       | 6     | 1    | —       | 0                         | 0                         | —                         | —                | —                | —                | 29    | 2     | —       |
| Cruzeiro          | 2016              | 3     | 0    | 0       | 2     | 0    | 0       | —                         | —                         | —                         | —                | —                | —                | 5     | 0     | 0       |
| Cruzeiro          | Total             | 3     | 0    | 0       | 2     | 0    | 0       | —                         | —                         | —                         | —                | —                | —                | 5     | 0     | 0       |
| Botafogo-SP       | 2019              | —     | —    | —       | —     | —    | —       | —                         | —                         | —                         | 1                | 0                | 0                | 1     | 0     | 0       |
| Botafogo-SP       | Total             | —     | —    | —       | —     | —    | —       | —                         | —                         | —                         | 1                | 0                | 0                | 1     | 0     | 0       |
| Total na carreira | Total na carreira | 228   | 9    | 14      | 45    | 4    | 1       | 69                        | 1                         | 1                         | 55               | 0                | —                | 396   | 14    | 19      |

¹Estão incluídos jogos e gols da Copa Libertadores da América, Copa Sul-Americana, Recopa Sul-Americana e  UEFA Champions League.

²Estão incluídos jogos e gols pelo Campeonatos estaduais e jogos amistosos.

## Títulos
São Paulo
- Campeonato Mundial de Clubes da FIFA: 2005[15]
- Campeonato Brasileiro: 2006
- Copa Sul-Americana: 2012[16]
- Eusébio Cup: 2013

Al-Wahda
- Copa dos Emirados Árabes: 2016

### Seleção
Seleção Brasileira
- Campeonato Sul-Americano Sub-17: 2005
- Copa Sendai Sub-18: 2006